# Augusto De Gasperi
Augusto Emanuele De Gasperi, o Degasperi (Civezzano, 18 aprile 1893 – Milano, 13 dicembre 1966), è stato un dirigente d'azienda, banchiere e politico italiano.

## Biografia
Fu figlio terzogenito di Amedeo, originario di Sardagna e maresciallo maggiore della gendarmeria locale, e di Maria Morandini, di Predazzo. Il fratello maggiore di dodici anni era Alcide De Gasperi, il secondo era Mario, seminarista, morto nel 1906, e aveva una sorella.
Sposò Maria Romani (sorella di Francesca Romani, moglie di Alcide De Gasperi).
Ebbero quattro figli: Maria Franca, Piergiorgio, Gabriella e Marco. 
Nato in Trentino quando ancora faceva parte dell'Impero austro-ungarico, da studente universitario a Vienna, fu inviato sul fronte orientale come gli altri italiani sudditi austriaci e combatté in Galizia nella prima guerra mondiale con il Terzo Reggimento dei Kaiserjäger, i “cacciatori imperiali” austro-ungarici..
Insieme al geografo Luigi Visintin e al glottologo Carlo Battisti fu per un certo periodo prigioniero a Kirsanov.
Il 25 febbraio 1919 fu eletto vicepresidente del SAIT (Sindacato Agricolo e Industriale Trentino), un consorzio delle cooperative di consumo trentine creato nel 1899 da Emanuele Lanzerotti, e vi rimase fino al 6 novembre 1926, quando le squadre fasciste ne distrussero la sede. Nel 1940 gli fu offerto un lavoro alla Bizerba e si trasferì a Milano con la famiglia.
Nel 1943 iniziò la sua attività clandestina; rimase a Milano con la famiglia sotto falsi nomi e fu da sfollato a Borgomanero, ospite a Villa Bonola di Achille Marazza. Fu fra i fondatori della Democrazia Cristiana novarese e fece parte del CLNAI (Comitato Liberazione Nazionale Alta Italia) di cui fu uno dei responsabili nei giorni della Liberazione. Il 26 aprile 1945 fu uno dei firmatari del proclama della Liberazione insieme a Achille Marazza, Ferruccio Parri, Leo Valiani, Luigi Longo, Emilio Sereni, Giustino Arpesani, Filippo Jacini, Rodolfo Morandi e Sandro Pertini.
Nel 1945 fu eletto presidente dell'EICA, un consorzio di cooperative bianche con sede a Milano.
Dal 1950 al 1963 fu presidente: della società Finanziaria Trentina; della Banca di Trento e Bolzano e delle Società Mobiliare e Immobiliare Agraria Trentina.
Dal 1944 al 1966 fu azionista, amministratore delegato e presidente della Editoriale San Marco, editrice de il Gazzettino .
È sepolto nella tomba di famiglia di Predazzo.

## Diari di guerra
Nel 2015 l'Associazione storico culturale Valsugana Orientale e Tesino ha pubblicato i diari (quaderno n. 8) con il titolo "Kaiserjaeger nei Carpazi. Diario di guerra 1914-1915 del cadetto Augusto De Gasperi", la pubblicazione è stata possibile per il lavoro di cura e trascrizione degli originali (due minuscoli libretti) svolto dai figli Marco e Gabriella De Gasperi.